# La Jolie Ménagère
La Jolie Ménagère est un tableau réalisé par le peintre italien Amedeo Modigliani en 1915. Cette huile sur toile est le portrait en pied d'une jeune femme blonde à l'intérieur d'une cuisine.  Vêtue d'un tablier, elle y figure un panier au bras. L'œuvre est achetée à Paul Guillaume par Albert Barnes le 2 mars 1923. Elle est conservée à la Fondation Barnes, à Philadelphie, en Pennsylvanie, aux États-Unis.